# Школа Паслайт
Школа Паслайт (англ. Pathlight School) — спеціалізована школа для дітей з високо-функціонуючим аутизмом, розташована в Ан Мо Кіо, Сінгапур. Школа заснована 2004 року, фінансується неприбутковим сінгапурським Ресурсним центром аутизму і забезпечує половину освітніх потреб для дітей хворих на аутизм. Школа навчає учнів соціальних та життєвих навичок, вчить провідних практичних предметів та готує їх до роботи в дружньому до аутизму середовищі. Тут навчається більш ніж 500 дітей, школа відзначена за досягнення в спеціалізованій освіті в Сінгапурі.